# Der geprellte Don Juan
Der geprellte Don Juan ist ein deutscher Spielfilm von 1918.

## Hintergrund
Produziert wurde der Stummfilm von der Max Mack-Film GmbH Berlin. Die Zensur fand im März 1918 statt.